# Dawaasüchijn Otgonceceg
Dawaasüchijn Otgonceceg (mong. Даваасүхийн Отгонцэцэг; ur. 26 września 1990) – mongolska zapaśniczka w stylu wolnym. Olimpijka z Londynu 2012, gdzie zajęła dziewiąte miejsce w kategorii 48 kg.
Srebrna medalistka mistrzostw świata w 2011 i brązowa w 2016. Mistrzyni Azji z 2016, druga w 2011, trzecia w 2009. Pierwsza w Pucharze Świata w 2012; trzecia w 2011; szósta w 2010 roku.
- Turniej w Londynie 2012

W pierwszej walce pokonała Kolumbijkę Caroline Castillo a potem przegrała z Iwoną Matkowską.